# Arne Tiselius
Arne Wilhelm Kaurin Tiselius (1902-1971) là nhà hóa học người Thụy Điển. Ông giành Giải Nobel Hóa học vào năm 1948. Ông được trao giải này cho những nghiên cứu về sự điện li và phân tích bằng hấp phụ.